# Betula calcicola
Betula calcicola — вид квіткових рослин з родини березових (Betulaceae). Росте у Китаї.

## Біоморфологічна характеристика
Це невелике дерево чи кущ до 4 м заввишки, але зазвичай лише 1–2 метри. Кора сіро-чорна. Гілки прямі чи розпростерті. Гілочки сірувато-коричневі, густо-біло або жовто ворсинчасті. Листкова ніжка 1–2 мм, густо-жовто ворсинчаста. Листова майже округла чи широко яйцювата, рідше довгаста, 2–3.2 × 1.5–2.5 см; абаксіально (низ) густо-жовто ворсинчаста вздовж жилок, розріджено-смолиста, адаксіально густо біло чи жовто-ворсинчаста, край тупо-двічі пилчастий, верхівка заокруглена або притуплена. Жіночі суцвіття видовжено-циліндричні, 15–20 × 7–10 мм. Горішок майже округлий, ≈ 2.5 × 2 мм, з дуже вузькими крилами.

## Поширення й екологія
Поширення: Китай (Юньнань). Зростає на висотах від 2800 до 3800 метрів. Цей вид утворює зарості на вологих вапнякових скелях і скелях, часто в мохових ущелинах з Pleione sp., Primula forestii та різними дрібними чагарниками. Їй потрібен легкий, добре аерований, але вологий, бажано багатий гумусом, ґрунт і яскраве сонце. Цей вид не переносить заболочення і, здається, особливо чутливий до посухи.